# Staatsanwaltschaft Bochum

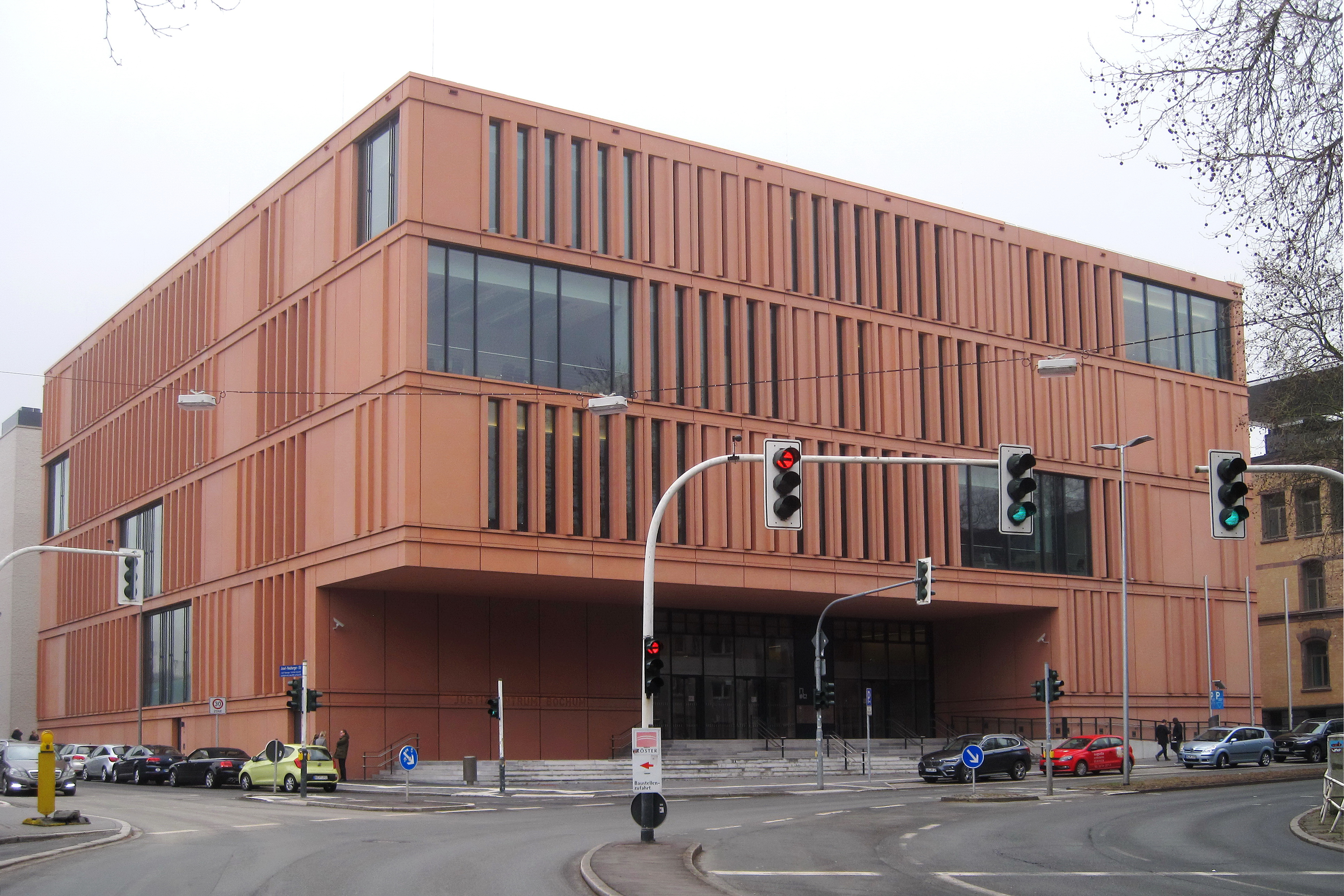
Eingangsbereich Justizzentrum Bochum, Josef-Neuberger-Straße 1
(Standort der Staatsanwaltschaft seit Oktober 2017)

Die Staatsanwaltschaft Bochum ist als Strafverfolgungsbehörde zuständig für den Bezirk des Landgerichts Bochum.

## Schwerpunktabteilung für Wirtschaftsstrafsachen
Die Staatsanwaltschaft Bochum hat eine Schwerpunktabteilung zur Bekämpfung von besonders umfangreicher Wirtschaftskriminalität und Korruption. Hier ermittelt sie, wie auch beispielsweise die nordrhein-westfälischen Schwerpunktstaatsanwaltschaften Bielefeld, Düsseldorf und Köln, bundesweit nach Zuweisungsverfügung durch den jeweiligen Generalstaatsanwalt.
Die Bochumer Staatsanwaltschaft sorgte international für großes Aufsehen, als sie in den Jahren 2011/12 Untersuchungen einiger Daten von so genannten „Steuer-CDs“ anstellte und bundesweit mit zahlreichen groß angelegten Polizeieinsätzen und Razzien gegen mutmaßliche Steuerhinterzieher ermittelte.
Dies geschah in einer politisch brisanten Phase der Annäherung zwischen Deutschland und Schweiz in steuerrechtlichen Fragen – das sogenannte „Abkommen zwischen der Schweizerischen Eidgenossenschaft und der Bundesrepublik Deutschland über Zusammenarbeit in den Bereichen Steuern und Finanzmarkt“ stand kurz vor dem Abschluss.